# Alina Zagitovová
Alina Ilnazovna Zagitovová (rusky Алина Ильназовна Загитовa) (* 18. května 2002 Iževsk, Udmurtsko) je ruská krasobruslařka tatarského původu. Získala zlatou medaili na Mistrovství Evropy v krasobruslení 2018, finále Grand Prix 2017/2018, Ruském šampionátu 2018 a Mistrovství světa v krasobruslení 2019. Je také vítězkou Mistrovství světa juniorů 2017 a Grand Prix juniorů 2016/2017. Jejím největším úspěchem je zisk zlaté medaile na ZOH 2018 v Pchjongčchangu. Ze stejného šampionátu má i stříbro z týmové soutěže.